# Harpegnathos venator
Harpegnathos venator är en myrart som först beskrevs av Smith 1858.  Harpegnathos venator ingår i släktet Harpegnathos och familjen myror.

## Underarter
Arten delas in i följande underarter:
- H. v. chapmani
- H. v. rugosus
- H. v. venator

## Bildgalleri

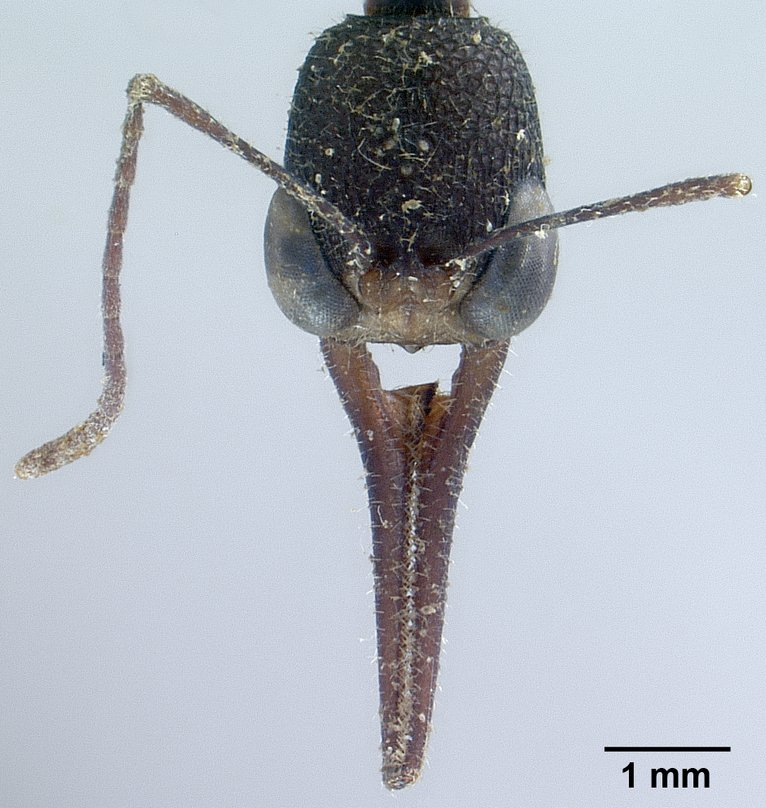